# 藤原義孝
藤原義孝（日语：／ Fujiwara no Yoshitaka，天历8年（954年）- 天延2年旧历9月16日（974年11月8日） ）是平安時代中期的公家、歌人。摄政太政大臣藤原伊尹的第三子（一说第四子）。位列中古三十六歌仙、百人一首。儿子藤原行成是著名书法家，与小野道風、藤原佐理并称三迹。

## 生平

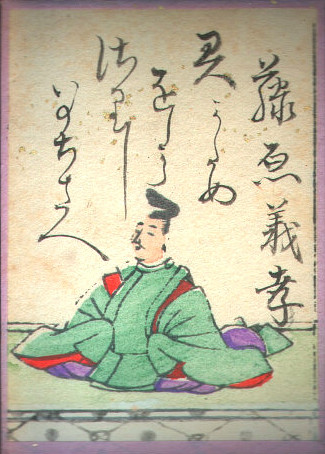
藤原义孝（百人一首）

担任侍从、左兵衛佐、春宫亮职务后，于天禄2年（971年）就任。天禄3年（972年）为正五位下。天延2年（974年），患流行病天花，11月8日早晨兄长举贤去世，義孝于当天晚上去世，享年21岁。
藤原义孝笃信佛教，为人正直，以美貌闻名。此外，有说法说他因无法忍受天花疤痕摧残美貌而自杀。

## 作品

### 和歌
个人歌集为《義孝集》，《拾遺和歌集》（3首）等勅撰和歌集中收录了其12首和歌。

## 逸話
- 病危临终之際，为了仍欲坚持念完《法華经》[2]。
- 賀縁（阿闍梨）与藤原实資曾梦见義孝往生极乐世界[3]。

## 系譜
- 父：藤原伊尹
- 母：惠子女王 - 代明親王之女
- 妻：源保光之女
  - 子：藤原行成（972-1028）
- 生母不明
  - 女：三松俊興室

## 脚注
1. ↑  同じ日の朝に挙賢が、夕方に義孝が死亡したとされる（『大鏡』第三卷20段）。
2. 1 2  『大鏡』第三卷20段
3. ↑  『大鏡』第三巻21段